# Körösnagyharsány
Körösnagyharsány este un sat în districtul Sarkad, județul Békés, Ungaria, având o populație de 638 de locuitori (2011). 

## Demografie
Componența etnică a satului Körösnagyharsány
     Maghiari (82,95%)
     Romi (12,29%)
     Români (4,3%)
     Ruși (0,46%)
Componența confesională a satului Körösnagyharsány
     Reformați (57,21%)
     Fără religie (14,11%)
     Romano-catolici (2,98%)
     Ortodocși (1,57%)
     Necunoscută (23,04%)
     Alte religii (3,92%)
Conform recensământului din 2011, satul Körösnagyharsány avea 638 de locuitori. Din punct de vedere etnic, majoritatea locuitorilor (82,95%) erau maghiari, existând și minorități de romi (12,29%) și români (4,3%).  Din punct de vedere confesional, majoritatea locuitorilor (57,21%) erau reformați, existând și minorități de persoane fără religie (14,11%), romano-catolici (2,98%) și ortodocși (1,57%). Pentru 23,04% din locuitori nu este cunoscută apartenența confesională.